# Moving Pictures
Moving Pictures - En español (literalmente): Imágenes en movimiento- o -Mudando Imágenes- es el título del octavo álbum de estudio de la banda canadiense de rock Rush, lanzado el 12 de febrero de 1981, siendo editado posteriormente en edición limitada en algunos países de Hispanoamérica.
Este álbum es a la fecha el más popular y exitoso de Rush. Fue certificado oro el 13 de abril de 1981 (2 meses después de salir a la venta); platino, el 27 de abril de 1981; doble platino el 12 de octubre de 1984 y cuádruple platino (vendiendo más de cuatro millones de copias) el 27 de enero de 1995, alcanzando en 1981 el tercer lugar del Billboard 200 en Estados Unidos. Siguiendo la fórmula del álbum previo (Permanent Waves), Moving Pictures continúa dentro del exitoso formato radiable y está considerado como uno de los mejores álbumes de rock de la historia.
En el 2020 el álbum fue ubicado en el puesto 379 de la lista de los 500 mejores álbumes de todos los tiempos de la revista Rolling Stone.

## Canciones

### Tom Sawyer
El lado A del álbum comienza con la canción más popular de Rush: Tom Sawyer; una canción con una letra rebelde y una ejecución admirable, uno de los temas cuya melodía es rápidamente reconocible desde el comienzo. Ha sido el sencillo más vendedor en la historia de la banda. Tiene pequeñas referencias al personaje homónimo creado por Mark Twain y se constituye como un comentario abstracto sobre un guerrero moderno de mente abierta.
La letra de la canción fue escrita por Neil Peart en colaboración con una idea del músico Pye Dubois, miembro de la banda canadiense Max Webster. Es una oda a las tendencias de mente abierta, con un individuo que trata de asimilar lo mejor que puede ver en la gente, mientras lucha por conciliar al niño que hay dentro de él con el hombre que debe enfrentar la vida.

### Red Barchetta
La letra de este tema está inspirada en un cuento de Richard S. Foster ("A Nice Morning Drive") -aunque el título fue una ocurrencia de Neil Peart al admirar un Ferrari 166 MM Barchetta de 1948-. La canción describe un futuro distópico, en el cual los automóviles deportivos modernos están prohibidos por una "Ley del Motor". El tío del narrador ha guardado en secreto uno de estos vehículos ilícitos (desde luego, el Red Barchetta) en perfectas condiciones por “cincuenta y tantos años”, y lo mantiene oculto en su granja. Durante uno de sus paseos semanales, el narrador se encuentra con dos “vehículos aéreos de aleación brillante”. El Barchetta y dichos automóviles, mucho más grandes en tamaño, compiten en una carrera feroz y agresiva, hasta que el narrador los elude, conduciendo a través de un estrecho puente de un solo carril, demasiado pequeño para los “gigantes”. La canción termina con el narrador volviendo a la granja, a "soñar con su tío al calor del hogar".
Pese a su complejidad instrumental, este tema fue grabado en una sola toma. La música acompaña a la letra de una manera sencillamente perfecta: el protagonista comienza admirando el vehículo para luego sumergirse en la potencia y velocidad de la frenética carrera y cerrar con una melodía suave al llegar nuevamente a la granja familiar.

### YYZ
Es una pieza instrumental que surgió espontáneamente de un ensayo informal, durante las sesiones de grabación. El título de la canción proviene del código IATA asignado para el Aeropuerto Internacional Toronto Pearson y durante la introducción las siglas se tocan de manera repetitiva de acuerdo al código Morse (-.-- -.-- --..), en un compás de 10/8, utilizando la disonancia creada por un intervalo de tritono (Do-Fa#), mientras que la melodía interpretada en el sintetizador es un buen ejemplo de escala locria.
Es una de las canciones más representativas de la banda y un favorito de los fanáticos que esperan siempre escucharla en los conciertos. Estuvo nominada al premio Grammy en 1982 como Mejor Instrumental Rock, perdiendo en la votación con el tema Behind My Camel de The Police. Es, además, uno de los retos del videojuego para PlayStation 2 y Xbox 360 Guitar Hero II.

### Limelight
Conservando la línea de The Spirit of Radio, del álbum "Permanent Waves" (1980), Limelight es un tema exitosamente comercial, muy roquero y con una gran ejecución de los músicos y especialmente de Alex Lifeson. La letra no se queda atrás: Neil Peart toca aquí uno de los temas más delicados de su existencia: tratar de mantener su vida privada lo más privada posible, lo cual es extremadamente difícil cuando se es estrella de rock. Estar siempre en un escenario, expuesto ante millones de personas, no siempre es agradable, especialmente cuando se trata de un alma sensible.

### The Camera Eye
Como primer tema del lado B, se encuentra este tema, su última incursión épica. Con casi 11 minutos de duración y una soberbia introducción de más de 3 minutos, en The Camera Eye es donde Rush realmente explora el uso de los sintetizadores, que jugarán un papel preponderante en sus subsecuentes álbumes. Como ya es acostumbrado en el estilo de composición de la banda, la canción abunda en cambios de compás y melodías asincopadas, pero ciertamente representa un paso completamente diferente en la evolución de la banda. Menos mística y más industrial, no es una pieza para cualquier oyente, pero aun así, sigue siendo el sonido clásico de Rush.
Lírica y musicalmente, el tema trata de capturar la energía y costumbres de dos grandes ciudades de habla inglesa: Nueva York (en la primera estrofa) y Londres (en la segunda). Tanto el título de la canción como la temática utilizada están fuertemente inspiradas en el trabajo de John Dos Passos, uno de los autores favoritos de Neil Peart.

### Witch Hunt
Una de las piezas más oscuras de Rush. Con el subtítulo de Part III of "Fear" (en español: Parte III de "Miedo"), Witch Hunt (en español: Cacería de Brujas) es una canción que trata justamente acerca de una cacería de brujas, al estilo de la Inquisición o de Salem. El concepto, básicamente, es acerca de como gente manipuladora puede utilizar el miedo para dominar a las masas ignorantes a su antojo, tal como ocurrió en las épocas mencionadas.
Las técnicas de grabación fueron muy sofisticadas para lo que era el estilo tradicional de la banda. Hugh Syme -productor y diseñador del arte de la carátula- funge como músico invitado en los sintetizadores, mientras que los sonidos que se escuchan al principio del tema fueron grabados en las afueras del estudio -a varios grados bajo cero, durante el invierno canadiense-, con efectos de sonido programados por Geddy Lee en su sintetizador Oberheim OB-X. La percusión fue creada grabando cada sonido de manera diferente, repitiendo la pista de grabación de la primera estrofa en la segunda. Con un gran final y un sonido in crescendo, es una perfecta terminación para la trilogía "Fear", que incluye además a los temas The Weapon (Parte II), del álbum "Signals" (1982) y The Enemy Within (Parte I), del álbum "Grace Under Pressure" (1984).

### Vital Signs
Para cerrar Moving Pictures, se encuentra este tema fuertemente influido por el reggae, apoyado en la guitarra y el sintetizador, completamente fuera de los estándares de composición de Rush, que siempre habían sido más apegados al rock progresivo; un verdadero cambio que iba de acuerdo con la dirección musical de la época, liderada por The Police. Dicho cambio iba a marcar una pauta sobre en nuevo estilo que distinguiría a Rush durante la nueva década.
La letra tiene que ver con las relaciones humanas y como estas se interrelacionan con los cambios de humor y de sensaciones corporales, proponiendo siempre un cambio constante, para poder tener balance en la vida diaria.

## Lista de Pistas
Todas las letras fueron escritas por Neil Peart exceptuando las anotadas; Toda la música fue compuesta por Geddy Lee y Alex Lifeson excluyendo las canciones anotadas.

### Lado A
| N.º   | Título          | Música                 | Escritor(es)            | Duración |  |
| 1.    | «Tom Sawyer»    |                        | Neil Peart y Pye Dubois | 4:33     |  |
| 2.    | «Red Barchetta» |                        |                         | 6:06     |  |
| 3.    | «YYZ»           | Geddy Lee y Neil Peart | (Instrumental)          | 4:24     |  |
| 4.    | «Limelight»     |                        |                         | 4:19     |  |
| 19:22 |                 |                        |                         |          |  |

### Lado B
| N.º   | Título                            | Música | Escritor(es) | Duración |  |
| 1.    | «The Camera Eye"»                 |        |              | 10:56    |  |
| 2.    | «Witch Hunt (Part III of "Fear")» |        |              | 4:43     |  |
| 3.    | «Vital Signs»                     |        |              | 4:43     |  |
| 20:22 |                                   |        |              |          |  |

## Músicos

### Banda
- Geddy Lee: Voz principal, Bajo (Eléctrico), Teclados (Minimoog, Sintetizador polifónico, Oberheim OB-X y Sintetizador de Pedales Taurus)
- Alex Lifeson: Guitarras principal y rítmicas (Guitarras Acústicas y Guitarras Eléctricas de seis y doce cuerdas) y Pedales Taurus
- Neil Peart: Batería y Percusiones (Timbales, Campanas tubulares, Glockenspiel, Marimba, Crótalos, Cencerros, Contrachapado)

### Personal Adicional
- Hugh Syme: Teclado (Sintetizador) - Solo en Witch Hunt (Pista 6)

- Datos: Q904976